# Lý Nhân Tông
Lý Nhân Tông (chữ Hán: 李仁宗 22 tháng 2 năm 1066 – 15 tháng 1 năm 1128) là vị hoàng đế thứ tư của nhà Lý trong lịch sử Việt Nam. Ông trị vì Đại Việt từ năm 1072 đến năm 1128, tổng cộng gần 56 năm, cũng là vị vua có thời gian trị vì lâu nhất trong lịch sử phong kiến Việt Nam.
Ông tên thật là Càn Đức, là con trai đầu lòng của Lý Thánh Tông. Năm 1072, Thánh Tông qua đời, Thái tử Càn Đức mới 6 tuổi lên ngôi tức vua Nhân Tông. Mẹ đích của Nhân Tông là Thượng Dương Thái hậu cùng Thái sư Lý Đạo Thành phụ chính. Sau này, Nhân Tông nghe lời mẹ ruột là Thái phi Linh Nhân, bắt Thái hậu Thượng Dương chôn theo vua Thánh Tông. Từ đây, Linh Nhân Thái hậu và Thái úy Lý Thường Kiệt nắm việc triều chính; hai người này biếm Lý Đạo Thành vào miền Nam một thời gian rồi phục chức. Thái hậu Linh Nhân cùng các tể thần Lý Thường Kiệt, Lý Đạo Thành có ảnh hưởng lớn tới việc nước ngay cả khi Nhân Tông trưởng thành.
Dưới thời trị vì của Nhân Tông, nước Việt phồn vinh, "dân được giàu đông". Ông rất quan tâm đến nông nghiệp – thủy lợi, đã cho đắp đê ở nhiều nơi và mở rộng luật cấm giết trâu. Thời Nhân Tông còn nổi bật với việc tổ chức khoa thi Nho học đầu tiên của Đại Việt (1075) và xây dựng Văn Miếu – Quốc Tử Giám (1076). Phật giáo cũng phát triển; nhà vua và mẹ là Linh Nhân đều là những Phật tử mộ đạo, đã cho xây nhiều chùa tháp và khuyến khích việc hành đạo của các thiền sư. Về đối ngoại, năm 1075, đế quốc Tống dòm ngó Đại Việt, Nhân Tông sai Lý Thường Kiệt đi đánh, liên tiếp phá tan quân Tống ở 3 châu Ung, Khâm, Liêm (đất Tống) và sông Như Nguyệt (đất Việt). Sau năm 1077, giữa Việt và Tống không còn cuộc chiến lớn nào. Trong khi đó các nước Chiêm Thành, Chân Lạp thần phục Đại Việt, thường gửi sứ sang cống.
Tuy ở ngôi lâu năm, Lý Nhân Tông không có con trai để nối dõi. Ông nhận nuôi một người cháu là Lý Dương Hoán rồi lập làm thái tử. Đó là Lý Thần Tông, làm vua trong vòng 11 năm sau khi Nhân Tông mất.
Thời đại của Lý Nhân Tông cùng với ông nội là Lý Thái Tông và cha là Lý Thánh Tông được xem là thời thịnh vượng của Nhà Lý với tên gọi là Bách niên Thịnh thế (百年盛世).

## Thân thế
Ông có tên húy Lý Càn Đức, là con trai trưởng của Lý Thánh Tông và phu nhân Ỷ Lan. Ông sinh giờ Hợi ngày 25 tháng 1 năm Bính Ngọ (22 tháng 2 dương lịch năm 1066) tại cung Động Tiên, kinh đô Thăng Long. Vua Lý Thánh Tông vốn hiếm muộn con trai, đến năm 43 tuổi mới sinh được Càn Đức. Nhà vua rất vui mừng; chỉ một ngày sau khi hoàng tử sinh ra, Thánh Tông lập Càn Đức làm Hoàng thái tử, đổi niên hiệu thành Long Chương Thiên Tự, đại xá thiên hạ và phong Ỷ Lan làm Thần phi.
Tháng 8 âm lịch năm 1070, Lý Thánh Tông lập Văn miếu, xây tượng Khổng Tử, Chu Công và Tứ phối (4 học trò xuất sắc của Khổng Phu Tử) và vẽ tranh Thất thập nhị hiền (72 học trò của Khổng Phu Tử) để hương khói bốn mùa. Nhà vua cho Thái tử Càn Đức học tại đây.
Cuốn Đại Việt sử lược được biên soạn vào thời Trần, có mô tả ngoại hình của Nhân Tông Càn Đức: "Ngài là người có xương trán nổi lên như mắt trời, ấy là dáng mặt của bậc Thiên tử và tay thì buông dài quá đầu gối".

## Lên ngôi
Tháng 1 âm lịch năm 1072, Lý Thánh Tông mất tại điện Hội Tiên. Thái tử Càn Đức 6 tuổi lên ngôi trước linh cữu, tức vua Lý Nhân Tông. Ông lấy niên hiệu Thái Ninh, tôn chính cung của vua cha là Thượng Dương Hoàng hậu làm Thái hậu nhiếp chính, cùng với Thái sư Lý Đạo Thành cai quản quốc gia. Ông cũng phong mẹ ruột là Ỷ Lan làm Hoàng thái phi. Tháng 4 âm lịch năm 1073, Lý Nhân Tông phong người thuộc hàng Đại Liêu Ban là Lý Thường Kiệt làm Kiểm hiệu Thái úy.
Năm 1073, vua Nhân Tông phế truất Thái hậu Thượng Dương. Theo các sách Đại Việt sử lược và Đại Việt sử ký toàn thư, Thái phi Ỷ Lan bất mãn vì không được tham gia trị nước, nên đã phàn nàn với Nhân Tông: "Mẹ già khó nhọc mới có ngày nay, mà bây giờ phú quý người khác được hưởng thế thì sẽ để mẹ già vào đâu?". Nghe lời mẹ, Nhân Tông ra lệnh bắt giam Thái hậu Thượng Dương, rồi chôn sống Thượng Dương cùng 72 cung nhân vào lăng Thánh Tông. Thái sư Lý Đạo Thành cũng bị giáng làm Tả gián nghị Đại phu, trấn thủ châu Nghệ An. Sử thần đời Lê sơ Ngô Sĩ Liên nhận xét trong Toàn thư:
Nhân Tông là người nhân hiếu, Linh Nhân là người sùng Phật, sao lại đến nỗi giết đích Thái hậu, hãm hại người vô tội, tàn nhẫn đến thế ư? Vì ghen là thường tình của đàn bà, huống chi lại mẹ đẻ mà không được dự chính sự. Linh Nhân dẫu là người hiền cũng không thể nhẫn nại được, cho nên phải kêu với vua. Bấy giờ vua còn trẻ thơ, chỉ biết chiều lòng mẹ là thích, mà không biết là lỗi to. Thái sư Lý Đạo Thành phải ra trấn bên ngoài, biết đâu chẳng vì can gián việc ấy?
Tuy nhiên, sử gia thế kỷ 20 Hoàng Xuân Hãn trong sách Lý Thường Kiệt – Lịch sử ngoại giao và tông giáo triều Lý phỏng đoán trong triều đình đã có sự xung đột giữa một phe là Thái hậu Thượng Dương và Thái sư Lý Đạo Thành, phe kia là Thái phi Ỷ Lan và Thái úy Lý Thường Kiệt:
Tuy các sử không đâu chép, nhưng trong việc khuynh đảo Thượng-dương thái hậu, chắc Thường-Kiệt có một phần trách nhiệm. Sử chỉ đổ lỗi cho Ỷ-Lan xui con, và cho Nhân-tông, vì nhỏ tuổi, nghe lời mẹ. Nhưng thật ra, vua mới tám tuổi; Thượng-dương lại cầm quyền. Nếu không có một đại thần, cầm quân đội trong tay, giúp, thì làm sao ép được Thái-hậu tự tử ? Còn Lý Đạo-Thành, theo như lời bàn của Ngô Sĩ-Liên (TT), chắc đã phản kháng việc ấy, nên mới bị biếm ra Nghệ-an, và mới ôm hận, mang theo thần vị vua Thánh-tông để thờ. Đạo-Thành làm thế để tỏ lòng uất ức.
Sau khi Thái hậu Thượng Dương chết, Nhân Tông tôn mẹ đẻ là Ỷ Lan làm Thái hậu nhiếp chính, hiệu là Linh Nhân Hoàng thái hậu. Linh Nhân cùng Thái úy Lý Thường Kiệt cai quản quốc gia. Mùa xuân năm 1074, triều đình phục chức Lý Đạo Thành làm Thái phó bình chương Quân quốc trọng sự. Lý Đạo Thành làm Tể tướng đến khi mất năm 1081.

## Chiến tranh chống Tống
Khi Nhân Tông lên ngôi, nhà Tống muốn nhân lúc vua Lý còn nhỏ để mang quân đánh chiếm. Nhờ vào khả năng quân sự của Lý Thường Kiệt, nước Đại Việt đã đứng vững trong cuộc chiến với quân đội nhà Tống.
Năm 1075, ngay khi nhà Tống đang tập kết lực lượng ở Ung Châu chuẩn bị tiến sang, Lý Thường Kiệt chủ động mang quân đánh sang đất Tống trước. Sang đầu năm 1076, quân Lý hạ thành Ung châu.
Năm Bính Thìn (1076), nhà Tống cử Quách Quỳ, Triệu Tiết đem đại binh sang xâm lược Đại Việt. Quân đội nhà Lý dưới sự chỉ huy của Phụ quốc Thái úy Lý Thường Kiệt đã đánh bại được đội quân nhà Tống tại trận tuyến trên sông Như Nguyệt. Năm 1077, Quách Quỳ chấp nhận cho Đại Việt giảng hòa và rút quân trở về.

## Bách niên Thịnh thế thời Nhân Tông

### Thịnh trị
Triều đại Lý Nhân Tông chứng kiến sự phát triển của nền giáo dục khoa bảng Đại Việt. Mùa xuân năm 1075, ông mở khoa thi Tam trường (còn gọi là Minh kinh bác học) để chọn người có tài văn học ra giúp nước. Đây là khoa thi đầu tiên của nền khoa cử Việt Nam. Triều đình chấm đỗ 10 người, thủ khoa là Lê Văn Thịnh được vào cung dạy học cho vua. Sau này, Lê Văn Thịnh làm đến chức Thái sư, nhưng đến mùa đông năm 1095 thì bị cách chức và đi đày vì "mưu làm phản" (xem chi tiết ở bài Lê Văn Thịnh). Tháng 2 âm lịch năm 1077, Nhân Tông tổ chức thi lại viên để tuyển chọn quan lại với 3 môn: thư (viết chữ), toán và hình luật. Mùa thu năm 1086, nhà vua lại mở khoa thi chọn người có tài văn học vào Viện Hàn lâm. Mạc Hiển Tích đỗ đầu khoa ấy, được Nhân Tông trao chức Hàn lâm học sĩ.
Năm 1076, Lý Nhân Tông cho lập Quốc Tử Giám – trường đại học đầu tiên ở Việt Nam, và chọn những văn thần hay chữ vào giảng dạy. Cùng năm đó, ông ban chiếu cầu lời nói thẳng.
Lý Nhân Tông còn được xem là người khởi công đắp những con đê lớn đầu tiên của Đại Việt. Tháng 9 âm lịch năm 1077, triều đình sai đắp đê trên sông Như Nguyệt, sách Đại Việt sử lược mô tả đê này "dài 67.380 bộ". Đại Việt sử lược cũng chép rằng năm 1103, nhà vua ra lệnh cho cư dân Thăng Long làm đê chống lũ, ở cả nội đô lẫn ngoại ô. Mùa xuân năm 1108, Nhân Tông sai đắp đê tại Cơ Xá – đây là đoạn đê sông Hồng gần cầu Long Biên ngày nay.
Mùa xuân năm 1089, Nhân Tông duyệt lại hệ thống quan lại; ông phân bố các quan theo 9 phẩm trật. Các quan đầu triều gồm thái sư, thái phó, thái bảo và thiếu sư, thiếu úy, coi cả việc văn lẫn võ. Ở dưới những bậc ấy, về văn ban có thượng thư, tả hữu tham tri, tả hữu gián nghị đại phu, trung thư thị lang, bộ thị lang. Về võ ban có đô thống, nguyên súy, tổng quản khu mật sứ, khu mật tả hữu sứ, kim ngô thượng tướng, đại tướng, đô tướng, tướng quân các vệ (chỉ huy các vệ quân gồm Kiêu vệ, Uy vệ và Định Thắng vệ v.v... Ở các châu quận, văn thì có tri phủ, tri châu; võ thì có chức trấn thủ các lộ, trấn và trại.
Bên cạnh việc khuyến khích giáo dục Nho học, Lý Nhân Tông cũng là một Phật tử mộ đạo. Ông và Thái hậu Linh Nhân đã cho dựng nhiều chùa tháp trong nước. Nhà vua ban cho họ quyền hành như việc phong nhà sư Khô Đầu làm Quốc sư, tuy nhiên chỉ giới hạn trong việc gợi ý giúp hoàng đế trong việc kiện tụng, việc quốc gia đại sự. Ông còn định các chùa trong nước làm ba hạng đại, trung và tiểu danh lam, cho quan văn chức cao kiêm làm Đề cử. Bấy giờ nhà chùa có điền nô và kho chứa đồ vật, cho nên đặt chức ấy.
Mùa thu, tháng 9 năm 1105, làm hai ngọn tháp chỏm trắng ở chùa Diên Hựu, ba ngọn tháp chỏm đá ở chùa Lãm Sơn. Bấy giờ vua sửa lại chùa Diên Hựu đẹp hơn cũ, đào hồ Liên Hoa Đài, gọi là hồ Linh Chiểu. Ngoài hồ có hành lang chạm vẽ chạy chung quanh, ngoài hành lang lại đào hồ gọi là hồ Bích Trì, đều bắc cầu vồng để đi qua. Trước sân chùa xây bảo tháp. Hàng tháng cứ ngày rằm, mồng một và mùa hạ, ngày mồng 8 tháng 4, xa giá ngự đến, đặt lễ cầu phúc, bày nghi thức tắm Phật, hàng năm lấy làm lệ thường.
Năm 1117, Nhân Tông theo lời Thái hậu, ra quy định cấm giết trâu bò bừa bãi: ai mổ trộm trâu bị phạt 80 trượng và tội đồ làm người hầu trong quân đội; người giết trâu và ăn trộm trâu đều phải bồi thường; hàng xóm biết mà không tố cáo cũng bị phạt 80 trượng. Bấy giờ đất nước thường được mùa, thường trúng mùa to, khi hạn hán mất mùa thường phát chẩn kho lương, giảm tô dịch, đất nước nhanh chóng cường thịnh. Nhân Tông rất thường hay xem gặt lúa ở các nơi, cũng như xem bắt voi, lễ hội,... để tỏ rõ sự cường thịnh của Đại Việt lúc đó.

### Quan hệ quân sự

#### Dẹp nội loạn
Tháng 10, năm 1103, người Diễn Châu là Lý Giác mưu làm phản. Giác trước học được thuật lạ, có thể biến cây cỏ làm người, bèn chiêu tập những kẻ vô lại chiếm cứ châu ấy, đắp thành làm loạn. Việc tâu lên, vua sai Thái úy Lý Thường Kiệt đi đánh. Giác thua trốn sang Chiêm Thành, dư đảng đều bị dẹp yên. Thuận theo lúc đó, Quốc vương Chiêm Thành Chế Ma Na cử quân qua đánh phá biên giới, muốn đòi lại 3 châu mà Chế Củ trước đây đã dâng cho Lý Thánh Tông. Thường Kiệt đánh thắng được, Chế Ma Na trao trả lại và xin thuần phục như cũ.
Tháng 7, năm 1119, Nhân Tông quyết định thân chinh đánh động Ma Sa. Ông chuẩn bị rất kỹ lưỡng, duyệt sáu binh tào Vũ Tiệp, Vũ Lâm v.v..., người nào mạnh khỏe cho làm Hỏa đầu ở các đội quân Ngọc Giai, Hưng Thánh, Bổng Nhật, Quảng Thành, Vũ Đô, còn bậc dưới thì cho làm binh lính ở các quân Ngọc Giai, Hưng Thánh, Bổng Nhật, Quảng Thành, Vũ Đô, Ngự Long.
Họp các quân nhân cả nước thề ở Long Trì. Xuống chiếu rằng:
Trẫm nhận lấy cơ nghiệp của một tổ hai tông, đứng trên dân đen, coi triệu họ trong bốn biển đều như con đỏ, cả đến cõi xa cũng mến lòng nhân mà quy phụ, phương khác cũng mộ nghĩa mà lại chầu. Vả xét dân động Ma Sa sống ở trong cõi của ta, động trưởng Ma Sa thì đời đời làm phiên thần của ta, thế mà nay kẻ tù trưởng ngu hèn ấy bỗng phụ ước của ông cha, quên việc tuế cống khiếm khuyết lệ thường phép cũ. Trẫm vẫn nghĩ mãi, việc không đừng được, nay trẫm tự làm tướng đi đánh dẹp. Nay các tướng súy sáu quân, các ngươi đều phải hết lòng, tuân theo mệnh lệnh của trẫm.
Bèn ban khí giới cho tướng sĩ, vua ngự thuyền Cảnh Hưng, xuất phát từ bến Thiên Thu, cờ xí rợp trời, gươm giáo rẽ sương, quân sĩ đánh trống reo hò, khí thế trăm phần hăng hái.
Nhân Tông Hoàng đế tự làm tướng đánh động Ma Sa, phá tan được, bắt được bọn động trưởng Ngụy Bàng vài trăm người, lấy được vàng, lụa, trâu, dê không kể xiết. Sai tỳ tướng vào các động dọc biên giới chiêu dụ những người trốn tránh bảo về yên nghiệp.

#### Ngoại giao láng giềng
Năm 1089, Thị lang Bộ binh Lê Văn Thịnh được cử sang trại Vĩnh Bình cùng với người Tống bàn việc cương giới. Bấy giờ, sau khi đánh bại quân Tống, triều đình ngay lập tức thông hiếu và thỏa thuận trao trả tủ binh, đất đai. Trước đó, Đào Tông Nguyên đem biếu nhà Tống năm con voi thuần, xin trả lại các châu Quảng Nguyên, Tô Mậu và những người các châu ấy bị bắt đi. Cuối cùng, nhà Tống trả lại cho Đại Việt 6 huyện và 3 động, đổi lại triều đình trả lại tù binh của 3 châu Khâm, Liêm, Ung bị bắt khi Thái úy Lý Thường Kiệt kéo quân sang đánh phá.
Sau sự kiện Chế Ma Na dậy binh làm loạn, quan hệ giữa nhà Lý và Chiêm Thành dần trở lại như trước. Chiêm Thành năm nào cũng tiến cống vàng bạc, châu báu và thổ sản, triều đình cũng thường xuyên giữ thể diện cho sứ thần Chiêm Thành, mời họ dự các nghi lễ như tắm Phật, lễ hội, khánh thành chùa chiền và xem các vương hầu đá cầu ở Long Trì. Năm 1123, nước Chân Lạp sang quy phụ và xin triều cống thường lệ, y như Chiêm Thành.
Tháng 12, năm 1124, tiểu thủ lĩnh châu Quảng Nguyên là Mạc Hiền và phe đảng bộ thuộc trốn sang động Cống ở địa giới Ung Châu nước Tống. Đầu năm 1125, Ung Châu bắt bọn Mạc Hiền, xin sai người đến Giang Nam để giao trả. Hoàng đế sai người giữ phủ Phú Lương là Trung thư Lý Hiến đến Giang Nam nhận đem về kinh sư. Đày Mạc Hiền vào châu Nghệ An, vợ con đều sung làm quan nô.
Cuối năm 1126, triều đình sai lệnh thư gia là Nghiêm Thường, ngự khố thư gia là Từ Diên đem 10 con voi thuần và vàng bạc, sừng tê, sừng bin sang biếu nhà Tống để tạ ơn việc bắt Mạc Hiền. Thường và Diên đến Quế phủ vào ra mắt quan Kinh lược ty. Quan quân Ung Châu bảo với Thường và Diên rằng: Năm nay ở Đông Kinh và các xứ Hồ Nam, Đĩnh Châu, Lễ Châu đều đã đem binh mã đi đánh người Kim, chưa biết lúc nào về. Trong lúc này thì ngựa trạm, phu trạm dọc đường chỗ nào cũng ít, xin sứ giả đem lễ vật về. Thường và Diên phải trở lại. Năm ấy người nước Kim là Niêm Hãn, Cán Lý Bất đem quân vây Biện Kinh nước Tống, bắt Tống Huy Tông và Tống Khâm Tông đem về phương Bắc, đó là sự kiện Tĩnh Khang.
Mùa đông, tháng 11 năm 1127, Khâm Châu nước Tống đưa trả nghịch đảng ở châu Quảng Nguyên là bọn Mạc Thất Nhân, dư đảng của bọn Mạc Hiền.
Sau sự kiện năm 1073, nhà Tống có ý e dè và khiêm nhường đối với Đại Việt của triều đình nhà Lý, mối quan hệ nhanh chóng trở nên quân bình ngang hàng. Triều Lý cũng hết sức quan tâm tình hình của nhà Tống lúc đó khi bị nhà Kim xâm lấn ở phương Bắc, dù vô hình trung đều là để thăm dò tình hình quân Khiết Đan từ phương xa.

### Người nối dõi
Bấy giờ, Nhân Tông đã có tuổi mà vẫn không có con trai để nối dõi, dù trong cung nhà vua có đến hàng nghìn cung tần mỹ nữ và Hoàng hậu, Hoàng phi. Dân gian đồn đại rằng, do Thái hậu làm việc thất đức nên đây là quả báo. Thái hậu nhiều lần xây chùa chiền để tạo ơn đức, cầu siêu lỗi lầm và cũng cầu tự cho Nhân Tông có con trai nhưng mọi sự vẫn không như mong đợi.
Đến tháng 10, năm 1117, Thái hậu từ trần rồi mà Nhân Tông vẫn không có hi vọng về huyết mạch duy trì, bèn viết chiếu ban ra trong hoàng tộc, nói rằng: Trẫm cai trị muôn dân mà lâu không có con nối, ngôi báu của thiên hạ biết truyền cho ai? Vậy nên trẫm nuôi con trai của các công hầu Sùng Hiền, Thành Khánh, Thành Quảng, Thành Chiêu, Thành Hưng, chọn người nào giỏi thì lập làm Thái tử. Bấy giờ con Sùng Hiền hầu là Lý Dương Hoán mới lên 2 tuổi mà thông minh lanh lợi, Nhân Tông rất yêu và bèn lập làm Hoàng thái tử.

## Qua đời
Tháng Chạp năm Đinh Mùi, Nhân Tông ốm nặng. Ông gọi các đại thần Lưu Khánh Đàm và Lê Bá Ngọc vào giao việc giúp Thái tử Lý Dương Hoán. Về việc tang lễ, ông dặn:
| “ | "Trẫm nghe phàm các loài sinh vật không loài nào không chết. Chết là số lớn của trời đất, lẽ đương nhiên của mọi vật. Thế mà người đời không ai là không thích sống mà ghét chết. Chôn cất hậu làm mất cơ nghiệp, để tang lâu làm tổn tính mệnh, trẫm không cho là phải. Ta đã ít đức, không lấy gì làm cho trăm họ được yên, đến khi chết đi lại khiến cho thứ dân mặc áo xô gai, sớm tối khóc lóc, giảm ăn uống, bỏ cúng tế, làm cho lỗi ta thêm nặng, thiên hạ sẽ bảo ta là người thế nào! Trẫm xót phận tuổi thơ phải nối ngôi báu, ở trên các vương hầu, lúc nào cũng nghiêm kính sợ hãi. Đã 56 năm nay, nhờ anh linh của tổ tông, được hoàng thiên phù hộ, bốn biển yên lành, biên thùy ít biến, chết mà được xếp sau các bậc tiên quân là may rồi, còn phải thương khóc làm gì? Trẫm từ khi đi xem gặt lúa đến giờ, bỗng bị ốm, bệnh kéo dài, sợ không kịp nói đến việc nối ngôi. Mà Hoàng thái tử Dương Hoán tuổi đã tròn một kỷ, có nhiều đại đội, thông minh thành thật, trung nghiêm kính cẩn, có thể theo phép cũ của trẫm mà lên ngôi Hoàng đế. Nay kẻ ấu thơ chịu mệnh trời, nối thân ta truyền nhgiệp của ta, làm cho rộng lớn thêm công nghiệp đời trước. Nhưng cũng phải nhờ quan dân các ngươi một lòng giúp rập mới được. Này Bá Ngọc, ngươi thật có khí lượng của người già cả, nên sửa sang giáo mác, để phòng việc không ngờ, chớ làm sai mệnh, trẫm dù nhắm mắt cũng không di hận. Việc tang thì chỉ 3 ngày bỏ áo trở, nên thôi thương khóc; việc chôn thì nên theo Hán Văn Đế, cốt phải kiệm ước, không xây lăng mộ riêng, nên để ta hầu bên cạnh tiên đế". | ” |

Ngày Đinh Mão (tức ngày 15 tháng 1 năm 1128), nhà vua mất ở điện Vĩnh Quang, ở ngôi 55 năm, thọ 61 tuổi. Ông được tôn miếu hiệu là Nhân Tông (仁宗), thụy hiệu là Hiếu Thiên Thể Đạo Thánh Văn Thần Vũ Sùng Nhân Ý Nghĩa Hiếu Từ Thuần Thành Minh Hiếu Hoàng Đế (憲天體道聖文神武崇仁懿義孝慈純誠明孝皇帝).
Nội vũ vệ Lê Bá Ngọc tuyên đọc chiếu chỉ và giúp vua nhỏ tuổi trị nước, cùng với các đại thần Dương Anh Nhĩ, Mâu Du Đô. Thái tử Lý Dương Hoán lên nối ngôi, tức là Lý Thần Tông.

## Tác phẩm
Tác phẩm của Lý Nhân Tông hiện chỉ còn ba bài thơ, một vài bức thư gửi triều đình nhà Tống, bốn bài hịch và chiếu. Tất cả đều viết bằng chữ Hán.
- Ba bài thơ tứ tuyệt đều thuộc loại thơ thù tặng, gồm: "Truy tán Vạn Hạnh Thiền sư" (Truy khen Thiền sư Vạn Hạnh), "Tán Giác Hải Thiền sư, Thông Huyền Đạo nhân" (Khen Thiền sư Giác Hải và Đạo sĩ Thông Huyền), "Truy tán Sùng Phạm Thiền sư" (Truy khen Thiền sư Sùng Phạm).
- Bức thư có giá trị nhất có tên là "Thỉnh hoàn Vật Dương, Vật Ác nhị động biểu". Đây là bức thư gửi cho hoàng đế Nhà Tống, nhân hội nghị Vĩnh Bình giữa hai nước, nhằm đòi lại hai động là Vật Dương và Vật Ác. Lời lẽ trong thư mềm mỏng, khiêm nhượng, nhưng vẫn khôn khéo vạch được mưu mô chiếm đất và sự dối trá của nhà Tống.
- Bài chiếu có nhiều nét ý vị là bài "Lâm chung di chiếu" (Chiếu để lại lúc mất). Đây là bài văn biểu lộ rõ phong cách của người viết, đã hé mở cho thấy một tấm lòng nhân hậu, cao cả, không muốn lạm dụng địa vị cao sang để phiền nhiễu dân; chỉ muốn trước sau lúc nào cũng giữ được ý nguyện "trăm họ được yên", "bốn bể yên vui, biên thùy ít loạn"[27].

## Nhận định
Sử thần đời Lê sơ Ngô Sĩ Liên, trên lập trường Tống Nho, đã nhận xét về Lý Nhân Tông trong Đại Việt sử ký toàn thư:
| “             | Vua trán dô mặt rồng, tay dài quá gối, sáng suốt thần võ, trí tuệ hiếu nhân, nước lớn sợ, nước nhỏ mến, thần giúp người theo, thông âm luật, chế ca nhạc, dân được giàu đông, mình được thái bình, là vua giỏi của triều Lý. Tiếc rằng mộ đạo Phật, thích điềm lành, đó là điều lụy cho đức tốt. | ” |
| — Ngô Sĩ Liên | |   |

Trong bài Đại Việt thông giám tổng luận, sử thần Lê Tung thời Lê Tương Dực viết:
| “         | Nhân Tông tính trời nhân hiếu, có tiếng đức tốt, trọng kén chọn danh thần, đặt khoa thi tiến sĩ, có quan hầu kinh diên, xuống chiếu mở đường nói, cầu người hiền, nghe lời can, nhẹ thuế khoá, ít phu dịch, cho nên thân được hưởng thái bình, dân trở nên giàu thịnh, đáng gọi là bậc vua giỏi nối đời thái bình vậy. Song Lãm Sơn mở tiệc để mẫu hậu dạo chơi; Quy Điền đúc chuông cho bọn tăng ni lừa phỉnh, đó là chỗ kém. | ” |
| — Lê Tung | |   |

Lý Nhân Tông cũng là một vị vua khổ luyện, phấn đấu đạt đến độ "học thức cao minh, hiểu sao đạo lý" (Phan Huy Chú). Chính vì vậy, đánh giá tổng quát về ông, các sử gia từ Lê Văn Hưu, Ngô Sĩ Liên đến Phan Huy Chú, Lê Quý Đôn v.v... đều xem ông là "vị vua giỏi", "vị anh quân" của vương triều nhà Lý.

## Gia quyến
- Cha: Lý Thánh Tông Lý Nhật Tôn.
- Mẹ: Linh Nhân Hoàng hậu Lê thị (靈仁皇后 黎氏 1044 - 1117), Nguyên phi (元妃) của Thánh Tông. Sau khi Dương Thái hậu (楊太后) qua đời, bà trở thành Hoàng thái hậu nhiếp chính.

| STT | Danh hiệu                        | Tên | Sinh mất | Ghi chú                                                                                |
| --- | -------------------------------- | --- | -------- | -------------------------------------------------------------------------------------- |
| 1   | Thánh Cực Hoàng Hậu (聖極皇后)   |     | ? - 1095 | Lập năm 1072, mất năm 1095                                                             |
| 2   | Chiêu Thánh Hoàng Hậu (昭聖皇后) |     | ? - 1108 | Lập năm 1072 cùng với bà Thánh Cực, mất năm 1108                                       |
| 3   | Lan Anh Hoàng Hậu (蘭英皇后)     |     | ?-?      | tháng 1 năm Hội Tường Đại Khánh thứ sáu                                                |
| 4   | Khâm Thiên Hoàng Hậu (欽天皇后)  |     | ?-?      | tháng 1 năm Hội Tường Đại Khánh thứ sáu                                                |
| 5   | Chấn Bảo Hoàng Hậu (震寶皇后)    |     | ?-?      | tháng 1 năm Hội Tường Đại Khánh thứ sáu                                                |
| 6   | Thần Anh Thái hậu                |     | ?-?      | Nguyên là Phu nhân,mẹ nuôi của Lý Thần Tông,danh hiệu Thái hậu do Thần Tông tôn phong. |

Lý do vua Lý Nhân Tông không có con trai và có hai người cháu làm con nuôi
| STT | Danh hiệu               | Tên                    | Sinh mất  | Ghi chú |
| --- | ----------------------- | ---------------------- | --------- | --- |
| 1   | Lý Thần Tông (李神宗)   | Lý Dương Hoán (李陽煥) | 1116-1138 | Con ruột Sùng Hiền Hầu em trai của Lý Nhân Tông - sau này được nối ngôi, tức là vua Lý Thần Tông. |
| 2   | Kiến Hải Vương (建海王) | Lý Dương Côn (李陽焜)  | ?-?       | Ông là con ruột của Thành Quảng Hầu một tông thất nhà Lý. Do lo sợ việc tranh giành ngôi báu nên khoảng cuối năm 1127, Đô đốc Thủy quân Lý Dương Côn cùng gia quyến đã lên thuyền sang Cao Ly tỵ nạn. Cháu đời thứ sáu của Lý Dương Côn là Lý Nghĩa Mẫn trở thành một võ quan chuyên quyền thời vua Cao Ly Minh Tông. |

Vua Lý Nhân Tông chỉ có một người con gái ruột và coi như bảo bối được gả cho Dương Tự Minh
| STT | Danh hiệu                      | Tên | Sinh mất | Ghi chú |
| --- | ------------------------------ | --- | -------- | --- |
| 1   | Diên Bình Công Chúa (延平公主) |     |          | Vào năm Đinh Mùi (1127) vua Lý Nhân Tông liền mời Dương Tự Minh về triều ban thưởng nhiều của cải vàng bạc, gả con gái là công chúa Diên Bình cho và tổ chức đám cưới tại Kinh đô, phong cho chức Châu mục vùng thượng nguyên và trấn trị cả phủ Phú Lương rộng lớn, một vị trí chiến lược quan trọng trong công cuộc bảo vệ biên cương đất nước. |